# حیات وحش سودان

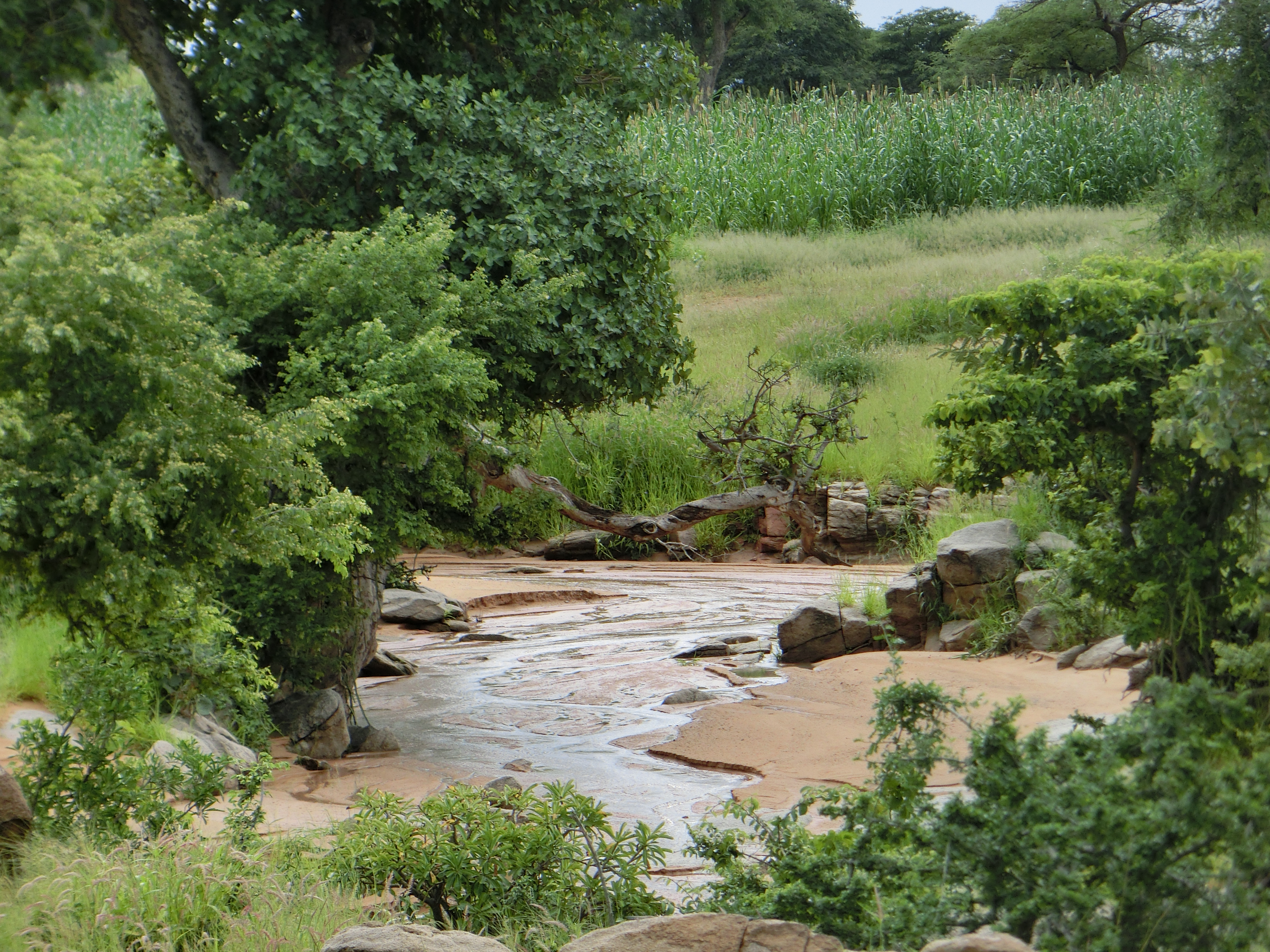
خشک‌رودی در دارفور جنوبی

حیات وحش سودان متشکل از گیاگان و زیاگان این کشور است.

## زیاگان
بیشتر ۲۸۷ یا چیزی در همین حدود گونه پستاندار یافت‌شده در سودان کوچک و شبرو مانند جوندگان، خفاش‌ها و حشره‌خوارها هستند. حشره‌خوار فیلی نیز دیده می‌شود و در میان پستانداران بزرگ تشی کاکلی و خرگوش کوهی صخره هستند. گربه‌های بزرگی که در سودان یافت می‌شوند، شامل شیر، پلنگ و یوزپلنگ هستند. بسیاری از گونه‌های شاخ‌درازان و همینطور زرافه‌ها، کرگدن، فیل و میمون در نواحی جنگلی یافت می‌شوند.
در میان ۱۹ سرده از دوزیستانی که در سودان یافت می‌شوند، یک گونه بوم‌زاد قورباغه وجود دارد.